# 馬其頓航空 (希臘)
馬其頓航空（希臘語：Μακεδονικές Αερογραμμές）是總部位於希臘雅典的航空公司，為奧林匹克航空的子公司。

## 航點
| 旗幟 | 城市       | 國家 | 機場名稱                              | 備註     |
|      | 雅典       | 希腊 | 雅典埃莱夫塞里奥斯·韦尼泽洛斯国际机场 | 樞紐機場 |
|      | 塞萨洛尼基 | 希腊 | 塞萨洛尼基马其顿国际机场              | 樞紐機場 |